# چشم‌شاخکی‌واران
چشم‌شاخکی‌واران (نام علمی: Diopsoidea) نام یک بالاخانواده از راسته مگس است.